# Situația Armatei României la izbucnirea Primului Război Mondial
Armata română era destul de mare – circa 500.000 de militari, organizați în 20 de  divizii.

## Cadrul general
Starea Armatei României în anii premergători declanșării războiului era una precară, fapt care avea să aibă repercusiuni grave în viitor, având în vedere că ea avea menirea de a materializa deciziile factorului politic. Organismul militar românesc era la sfârșitul unei lungi perioade de pace, de aproape patru decenii,  rezultatul fiind că Armata României de la începutul secolului XX avea mai mult caracteristicile unei miliții înarmate decât ale unei armate moderne.:pp 7-8
Calitatea de membru în Tripla Alianță, apărea în ochii regelui și a decidenților politici ca fiind suficientă pentru asigurarea securității, mai ales că evenimentele internaționale nu au evidențiat mult timp iminența unui război, chiar și regional. Urmarea a fost că, armata nu a reprezentat un obiectiv prioritar pentru guvernările care s-au succedat în acest timp, astfel că evoluția sa a fost una lentă.:p. 3
Pregătirea și dotarea armatei a fost unul dintre domeniile care au suportat cele mai semnificative reduceri bugetare în această perioadă. Dimitrie A. Sturdza, care era și ministru de război în 1901, justifica aceste reduceri, spunând că decât o mare oștire nepregătită, este mai bine să avem una numai de 100.000 oameni, dar bine pregătită. Rezultatul după aproape 15 ani a fost doar că am avut o mică oștire de 100.000 de oameni dar nepregătită și neechipată.:p. 288
Trecuseră doar șapte ani de la răscoala din 1907, un eveniment care a avut un impact major asupra elitei politice românești, prin reliefarea necesității ca bazele pe care statul român era construit trebuiau reformate din temelii. Armata, ca garant al existenței statului român, nu putea face excepție. „Pentru înlăturarea răului de care am suferit până la 1907, trebuie o acțiune hotărâtă pentru aplicarea reformelor, completarea operei sociale și economice începute, operă atât de necesară consolidării statului nostru. Nu trebuie să așteptăm ca o primejdie din afară unită cu o frământare interioară să prindă statul nostru într-o situație mai grea decât aceea din 1907”.
Totuși, după liniștirea răscoalei aceste intenții au fost trecute în plan secundar, astfel încât la declanșarea crizei balcanice din 1912, percepția generală era că România nu avea instrumentul adecvat pentru a-și îndeplini obiectivul politic propus. Nicolae Iorga aprecia că o acțiune militară era dificilă, întrucât „noi nu puteam purta un război, neavând nimic în adevăr gata”.
Deși s-au încercat niște eforturi paliative în anii 1912-1913, disfuncțiile structurale nu au putut fi remediate, ele manifestându-se pe timpul campaniei din sudul Dunării, din 1913. Amalgamarea unităților permanente și nepermanente, insuficiența armamentului, munițiilor și echipamentului, slaba organizarea a serviciilor, inclusiv a celor sanitare, pregătirea modestă a unei părți din corpul ofițeresc etc. sunt numai câteva din caracteristicile acțiunii militare la sudul Dunării.:p. 3
Lecțiile identificate din participarea la cel de-Al Doilea Război Balcanic nu au fost urmate de o analiză serioasă și responsabilă a tuturor aspectelor, iar măsurile întreprinse au fost departe de necesități.
Sub impactul lecției severe primite în campania la sudul Dunării în 1913 și a izbucnirii în anul următor a Marelui Război, reforma armatei române a intrat într-o cursă contracronometru pentru recuperarea întârzierilor și pentru întărirea capacității de luptă. Condițiile erau mult mai dure, deoarece, la „1 ianuarie 1914, armata se găsea în cea mai mare lipsă de tot ce-i era neapărat trebuincios pentru a intra în campanie”. De asemenea, efectivul mobilizabil nu atingea cifra de 500 000 de oameni, rezervele nu erau organizate, iar în privința armamentului, munițiilor și echipamentului existau mari deficite.:p. 141
Acest lucru a avut repercusiuni grave în campania din anul 1916, care s-a soldat cu o înfrângere militară de proporții. A fost, într-un fel, „darul otrăvit” al victoriei ușoare din vara anului 1913.:p. 3

## Conducere  și organizare

### Conducerea
Conform prevederilor art. 93 din Constituția din 1866, regele era capul puterii armate. În această calitate el exercita comanda de căpetenie în timp de război. Pe timp de război acesta putea delega atribuțiile executive ale comenzii de căpetenie unui generalisim, așa cum s-a întâmplat în timpul celui de-Al Doilea Război Balcanic, când principele moștenitor Ferdinand a fost numit generalisim, la 24 iunie 1913 și însărcinat cu conducerea operațiunilor Armatei României în Bulgaria.

#### Ministerul de Război
Ministerul de Război avea un rol pur administrativ, fără atribuții în comanda operativă. Sarcinile sale principale erau gestionarea bugetului, administrația armatei, controlul financiar și administrarea fondului de pensii militare. Ministerul era supus controlului guvernului și Parlamentului.
Ministerul era organizat pe două Direcții Generale. Direcția I Generală gestiona domeniul administrativ, logistic și al asigurării financiare și era compusă din următoarele servicii: Secretariatul General, Serviciul de sta major general, Serviciul personalului, Serviciul geografic, Serviciul controlului-contabilității, Serviciul contenciosului, Serviciul pensiilor, Serviciul intendenței stabilimentelor centrale și Serviciul locurilor întărite. Direcția II Generală coordona procesul organizatoric și de instruire a trupelor. Ea avea în alcătuire următoarele direcții: Direcția infanteriei, Direcția cavaleriei, Direcția artileriei, Direcția armamentului, Direcția geniului, Direcția marinei, Direcția sanitară, Direcția intendenței, Direcția școlior militare.